# Griekenland op de Olympische Zomerspelen 1936
Griekenland nam deel aan de Olympische Zomerspelen 1936 in Berlijn, Duitsland. Net als vier jaar eerder wist het geen medaille te winnen.

## Deelnemers en resultaten

### Atletiek
| Olympiër                    | Discipline             | Resultaat    | Prestatie                                                             |
| --------------------------- | ---------------------- | ------------ | --------------------------------------------------------------------- |
| Renos Frangoudis            | 100m (m)               | series       | serie 11: 3de in 10,8                                                 |
| Aristidis Sakellariou       | 100m (m)               | series       | serie 1: 5de                                                          |
| Renos Frangoudis            | 200m (m)               | kwartfinale  | serie 5: 2de in 22,1 kwartfinale 4: 4de                               |
| Aristidis Sakellariou       | 200m (m)               | series       | serie 1: 6de                                                          |
| Grigorios Georgakopoulos    | 800m (m)               | series       | serie 5: 6de in 1.57,3                                                |
| Stavros Velkopoulos         | 800m (m)               | series       | serie 1: 8ste                                                         |
| Grigorios Georgakopoulos    | 1500m (m)              | series       | serie 1: 6de in 4.01,4                                                |
| Khristos Mantikas           | 110m horden (m)        | series       | serie 1: 3de in 15,2                                                  |
| Ioannis Skiadas             | 110m horden (m)        | series       | serie 4: 4de                                                          |
| Khristos Mantikas           | 400m horden (m)        | 6e           | serie 5: 1ste in 53,8 halve finale 1: 3de in 53,5 finale: 6de in 54,2 |
| Ioannis Skiadas             | 400m horden (m)        | 21e          | serie 3: 5de in 55,3                                                  |
| Stylianos Kyriakides        | marathon (m)           | 11e          | 2:43.20,0                                                             |
| Grigorios Lambrakis         | verspringen (m)        | kwalificatie |                                                                       |
| Grigorios Lambrakis         | hink-stap-springen (m) | kwalificatie |                                                                       |
| Konstantinos Pantazis       | hoogspringen (m)       | 32e          | kwalificatie groep B: 19de met 1,70m                                  |
| Nikolaos Syllas             | discuswerpen (m)       | 6e           | 47,75m                                                                |
| Konstantinos Metaxas        | speerwerpen (m)        | 19e          | kwalificatie: 19de met 56,0m                                          |
| Napoleon Papageorgiou       | speerwerpen (m)        | 22e          | kwalificatie: 22ste met 52,0m                                         |
| Christos Dimitropoulos      | kogelslingeren (m)     | kwalificatie |                                                                       |
|                             |                        |              |                                                                       |
| Domnitsa Lanitou-Kavounidou | 100m (v)               | series       | serie 6: 3de in 12,8                                                  |
| Domnitsa Lanitou-Kavounidou | 80m horden (v)         | halve finale | serie 1: 3de in 12,6 halve finale 1: 6de                              |

### Moderne vijfkamp
| Olympiër                           | Discipline | Resultaat | Prestatie      |
| ---------------------------------- | ---------- | --------- | -------------- |
| Alexandros Baltatzis-Mavrokorlatis | mannen     | DNF       | niet gefinisht |

### Schermen
| Olympiër                                                                                           | Discipline      | Resultaat | Prestatie |
| -------------------------------------------------------------------------------------------------- | --------------- | --------- | --- |
| Konstantinos Bembis                                                                                | degen (m)       | 56e       | 1ste ronde groep H: 7de met 1 overwinning |
| Khristos Zalokostas                                                                                | degen (m)       | 10e       | 1ste ronde groep B: 5de met 3 overwinningen kwartfinale groep C: 5de met 4 overwinningen halve finale groep A: 4de met 5 overwinningen finale: 10de met 1 overwinning |
| Khristos Zalokostas Konstantinos Botasis Tryfon Triantafyllakos Konstantinos Bembis                | degen team (m)  | 11e       | 1ste ronde groep E: 3de met 0 overwinningen |
| Konstantinos Bembis                                                                                | floret (m)      | 31e       | 1ste ronde groep B: 3de met 3 overwinningen kwartfinale D: 6de met 0 overwinningen                                                                                    |
| Spyridon Ferentinos                                                                                | floret (m)      | 53e       | 1ste ronde groep A: 7de met 0 overwinningen |
| Nikolaos Manolesos                                                                                 | floret (m)      | 25e       | 1ste ronde groep I: 2de met 4 overwinningen kwartfinale groep E: 5de met 1 overwinning                                                                                |
| Konstantinos Botasis Spyridon Ferentinos Konstantinos Bembis Nikolaos Manolesos Menelaos Psarrakis | floret team (m) | 13e       | 1ste ronde groep A: 3de met 0 overwinningen |
| Konstantinos Botasis                                                                               | sabel (m)       | 46e       | 1ste ronde groep G: 5de met 2 overwinningen |
| Nikolaos Manolesos                                                                                 | sabel (m)       | 26e       | 1ste ronde groep D: 3de met 6 overwinningen kwartfinale groep D: 6de met 1 overwinning                                                                                |
| Menelaos Psarrakis                                                                                 | sabel (m)       | 53e       | 1ste ronde groep A: 6de met 1 overwinning |
| Nikolaos Manolesos Nikolaos Paparrodou Konstantinos Botasis Menelaos Psarrakis                     | sabel team (m)  | 15e       | 1ste ronde groep D: 3de met 0 overwinningen |

### Schietsport
| Olympiër              | Discipline             | Resultaat | Prestatie                       |
| --------------------- | ---------------------- | --------- | ------------------------------- |
| Athanasios Aravositas | 50m geweer liggend (m) | 23e       | 292 punten                      |
| Konstantinos Loudaros | 50m geweer liggend (m) | 23e       | 292 punten                      |
| Georgios Vikhos       | 50m geweer liggend (m) | 44e       | 288 punten                      |
| Georgios Kontogiannis | 50m pistool (m)        | 35e       | 502 punten: (81-85-85-86-83-82) |
| Georgios Stathis      | 50m pistool (m)        | 7e        | 532 punten: (90-89-92-89-87-85) |
| Angelos Papadimas     | 50m geweer liggend (m) | 4e        | 34 punten: (18-6-6-4-1)         |
| Dimitrios Stathis     | 50m geweer liggend (m) | onbekend  |                                 |
| Christos Zalokostas   | 50m geweer liggend (m) | 20e       | 23 punten: (18-5)               |

### Worstelen
| Olympiër            | Discipline     | Resultaat      | Prestatie                                                                                     |
| Grieks-Romeins      | Grieks-Romeins | Grieks-Romeins | Grieks-Romeins                                                                                |
| ------------------- | -------------- | -------------- | --------------------------------------------------------------------------------------------- |
| Nikolaos Biris      | -61kg (m)      | 10e            | 1ste ronde: V van ITA Borgia: 0-3 2de ronde: W van AUT Fincsus 3de ronde: V van LAT Kundsinch |
| Sotirios Vatanidis  | -66kg (m)      | 14e            | 1ste ronde: V van ITA Molfino 2de ronde: V van AUT Grahsl: 1-2                                |
| Dimitrios Zakharias | -72kg (m)      | 11e            | 1ste ronde: V van ITA Tozzi 2de ronde: V van TUR Baytorun: 0-3                                |
| Georgios Lefakis    | -79kg (m)      | 11e            | 1ste ronde: V van SWE Johansson 2de ronde: V van EGY Orabi: 0-3                               |

### Zwemmen
| Olympiër                                                                           | Discipline            | Resultaat | Prestatie               |
| ---------------------------------------------------------------------------------- | --------------------- | --------- | ----------------------- |
| Rikhardos Brousalis                                                                | 100m vrije slag (m)   | 42e       | serie 4: 6de in 1.07,5  |
| Spyridon Mavrogiorgos                                                              | 100m vrije slag (m)   | 44e       | serie 5: 6de in 1.08,2  |
| Emmanouil Mallidis                                                                 | 100m schoolslag (m)   | 30e       | serie 4: 5de in 1.21,5  |
| Rikhardos Brousalis Spyridon Mavrogiorgos Panagiotis Provatopoulos Angelos Vlakhos | 4x200m vrije slag (m) | 15e       | serie 1: 6de in 10.51,0 |

Afghanistan · Argentinië · Australië · België · Bermuda · Bolivia · Brazilië · Brits-Indië · Bulgarije · Canada · Chili · Colombia · Costa Rica · Denemarken · Duitsland · Egypte · Estland · Filipijnen · Finland · Frankrijk · Griekenland · Groot-Brittannië · Hongarije · IJsland · Italië · Japan · Joegoslavië · Letland · Liechtenstein · Luxemburg · Malta · Mexico · Monaco · Nederland · Nieuw-Zeeland · Noorwegen · Oostenrijk · Peru · Polen · Portugal · Republiek China · Roemenië · Tsjecho-Slowakije · Turkije · Uruguay · Verenigde Staten · Zuid-Afrika · Zweden · Zwitserland